# University of New Hampshire School of Law
University of New Hampshire School of Law (UNH Law), tidigare Franklin Pierce Law Center, är en juridisk högskola i den amerikanska delstaten New Hampshires huvudstad Concord; UNH Law är den enda juridiska fakulteten i delstaten. Robert H. Rines grundade Franklin Pierce Law Center som en självständig privat högskola år 1973 och skolan, som blev speciellt känd för utbildningen i immaterialrätt, fick sitt dåvarande namn efter USA:s 14:e president Franklin Pierce. Trots namnet var Pierce Law inte en del av Franklin Pierce University (ett universitet grundat 1962) som ligger i staden Rindge. Syftet med det nya namnet, som togs i bruk år 2010, är att högskolan ska bli en fakultet vid University of New Hampshire.
I februari 2011 inledde UNH Law ett utbytesprogram med den juridiska fakulteten KoGuan vid Shanghai Jiao Tong-universitetet. Utbytesstudenterna får sin undervisning på engelska i båda länderna.